# Band-e Qīr
Band-e Qīr (persiska: بند قیر) är en ort i Iran.   Den ligger i provinsen Khuzestan, i den centrala delen av landet, 500 km sydväst om huvudstaden Teheran. Band-e Qīr ligger 27 meter över havet och antalet invånare är 446.
Terrängen runt Band-e Qīr är platt. Runt Band-e Qīr är det ganska tätbefolkat, med 144 invånare per kvadratkilometer. Närmaste större samhälle är Veys, 18,7 km söder om Band-e Qīr. Trakten runt Band-e Qīr är ofruktbar med lite eller ingen växtlighet.